# 전설의 스타피 4
전설의 스타피 4(일본어: 伝説のスタフィー4 덴세츠노 스타휘 훠[*])는 토세에서 개발하고 닌텐도에서 2006년 4월에 출시한 비디오 게임으로, 전설의 스타피의 4번째 작품이며, 닌텐도 DS용으로 출시된 첫 번째 작품이다.

## 트리비아
이 게임에서 얻을 수 있는 의상 아이템 중 스페셜 의상 중에서는 슈퍼 프린세스 피치의 영향을 받은 요소가 있다.